# Héctor Cavallero
Héctor José Cavallero (Las Parejas, provincia de Santa Fe; 2 de octubre de 1939 - Rosario, provincia de Santa Fe; 2 de octubre de 2020) fue un político argentino que, entre otros cargos, ocupó el de Intendente de la ciudad de Rosario entre 1989 y 1995.

## Biografía

### Infancia y juventud
Héctor Cavallero nació y pasó su infancia en la localidad santafesina de Las Parejas, donde cursó estudios primarios en la Escuela Ovidio Lagos y, una vez finalizados se trasladó a Córdoba para realizar estudios secundarios en el Liceo Militar General Paz.
Para realizar estudios universitarios se estableció en Rosario donde completó la carrera de bioquímico en la Facultad de Ciencias Médicas que por ese entonces dependía de la Universidad Nacional del Litoral, recibiéndose en 1965.

### Carrera política
Durante la carrera universitaria, fue delegado de su curso del 2° a 6° año y, en 1963 fue elegido como consejero estudiantil ante el Consejo Directivo de la Facultad de Ciencias Médicas de Rosario. Posteriormente también fue elegido consejero estudiantil ante el Consejo Superior de la Universidad Nacional del Litoral.
También fue presidente de la Federación Universitaria del Litoral, miembro de la Junta Representativa de la Federación Universitaria Argentina, delegado ante el 8.° Congreso de la Unión Internacional de Estudiantes, realizado en Sofía, Bulgaria, durante noviembre de 1964, y representante de la FUA ante el comité preparatorio del Congreso por la Paz y la Liberación Nacional de los Pueblos realizado en Argelia en el mismo año.
Trabajando como bioquímico en el Hospital Carrasco, fue delegado del personal entre 1966 y 1968, y secretario seccional del Sindicato de Trabajadores Municipales entre 1969 y 1971. También se desempeñó como miembro del Consejo Directivo de la CGT de los Argentinos Regional Rosario, participando activamente en la lucha por la recuperación de la democracia, de la soberanía nacional y en defensa de los derechos de los trabajadores, tanto durante el Plan CONINTES como en la dictadura de Onganía. Por dichas participaciones sindicales fue detenido y cesanteado.
Como representante del Partido Socialista Popular participó en distintas movilizaciones y encuentros en la lucha contra la dictadura militar de 1976 a 1983.
En 1983, con el retorno de la democracia, fue candidato a Gobernador de la Provincia de Santa Fe. En 1985 ingresó como concejal del Concejo Municipal de Rosario por el partido Unidad Socialista manteniéndose en el cargo hasta 1989. Por estos años comenzó su defensa del acceso a las obras y servicios públicos para todos los vecinos de Rosario.
También inició una lucha contra la corrupción que concluyó en el llamado "Caso FIBRACA" que terminó con concejales detenidos y empresarios vinculados con la prestación de servicios al Municipio de Rosario procesados.

#### Intendente de Rosario
En 1989, ante la renuncia de Horacio Usandizaga, se convocó a elecciones generales para elegir un nuevo intendente que finalizara el mandato. En esta elección, representando a la Unión Socialista, fue elegido Intendente para el período 1989 -1991 y reelecto en 1991, desempeñando el cargo hasta 1995.
Durante su gestión como Intendente se desarrollaron numerosas obras, sin endeudamiento, como lo fue el Plan de extensión de Red de Gas a toda la ciudad, el Plan Integral de Grandes Desagües Pluviales, que terminaron con las inundaciones en gran parte de la ciudad. Se hicieron 6000 cuadras de pavimento, 1400 manzanas de cloacas, veredas, complejos polideportivos. Se amplió el Geriátrico Municipal y se abrieron 147 comedores comunitarios.
Además se creó el boleto de transporte de pasajeros gratuito para los mayores de 69 años y la exención de la Tasa General de Inmuebles a jubilados de propiedad única. También se implementó el boleto a mitad de precio para los estudiantes, vigente hasta la fecha. Logró jerarquizar la salud pública invirtiendo la tercera parte del presupuesto municipal en la misma y transformando los hospitales municipales en hospitales escuela. También se promovieron obras como el Paseo del Siglo, la remodelación de calle Corrientes, el reciclado del Bulevar Oroño, la remodelación de todos los museos municipales y otros sectores de la cultura de la ciudad.
Mediante la Ley 24.146, corredactada por Cavallero, se recuperaron, para los municipios y comunas, cientos de hectáreas sobre la ribera del río Paraná, logrando que la ciudad recuperase el contacto con el río, y permitiendo obras viales que facilitaron el tránsito automotor. En combinación con el Gobierno Nacional, se realizó la Hidrovía Paraná - Paraguay que permitió el dragado río Paraná, otorgando el acceso de buques de gran calado hasta de la zona de influencia de Rosario. También en colaboración con la Provincia y la Nación se realizaron la presa Contenedora de Agua del Arroyo Ludueña y el Conducto Aliviador II.
En 1990 fundó, junto a los Intendentes de Buenos Aires, Córdoba, Corrientes y Neuquén, la Federación Argentina de Municipios. En materia de salud pública, durante la gestión se fortaleció el sistema de Atención Primaria y la Producción Pública de Medicamentos a través del Laboratorio provincial. Durante los cuatro años que duró su gestión, se inauguraron siete nuevos centros de salud y se comenzaron a construir y a licitar hospitales de mediana y alta complejidad.
Fue designado por las Naciones Unidas como Alcalde Defensor de los Niños en 1993 en México y en 1994 en Francia.

#### Post intendencia
En 1995 fue nuevamente candidato a Gobernador perdiendo por menos del 1 % de los votos.
En 1996 funda, como una escisión del Partido Socialista Popular, el Partido del Progreso Social (PPS), partido provincial santafesino que siempre se manifestó como cercano al movimiento peronista. Dicho partido es desde 2009, integrante del Frente para la Victoria.
En 1997 asumió como concejal de Rosario por el PPS. En 1999 fue elegido diputado nacional permaneciendo en dicho cargo hasta 2003.
En 2009, después de dos años de no ostentar ningún cargo público, fue elegido concejal de Rosario por tercera vez. Las comisiones en las que participa son las de obras públicas, de la que es presidente, y en la de producción y presupuesto. Además participa como concejal ante el Instituto de Previsión Social de Rosario.
En 2010 denunció al entonces gobernador Hermes Binner en las actas del juicio que se sigue por delitos de lesa humanidad contra Carlos Ulpiano Altamirano afirmando que Hermes Binner habría atendido a torturados siendo médico de un efector público de salud. Gonzalo Miño, abogado defensor del represor Ramón Genaro Díaz Bessone, sostuvo que antiguos polícías de Santa Fe procesados por delitos de lesa humanidad, ratificaron tal hecho.
En 2011, tras las elecciones primarias simultáneas de la provincia de Santa Fe, fue elegido como candidato a intendente por el Frente Santa Fe Para Todos, ligado al justicialismo, con el 54,48 % de los votos. En las elecciones generales obtuvo 149 873 votos (30,10 % de los votos válidos emitidos) lo que no le permitió obtener la intendencia municipal.

## Fallecimiento
Falleció en 2020, y sus restos mortales fueron inhumados en el Cementerio de Disidentes de Rosario (Bv Avellaneda 1850).